# René Reinicke

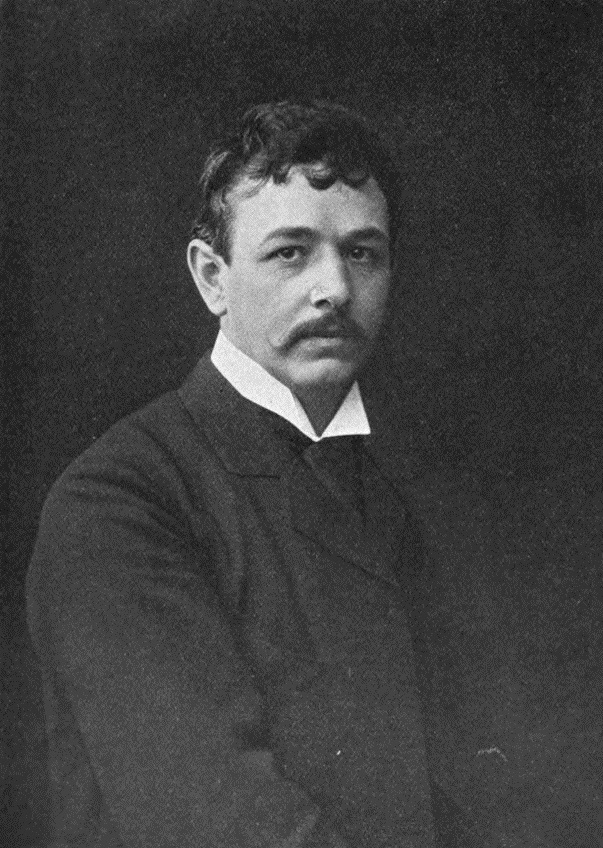
René Reinicke

René Reinicke (* 1860 in Strenznaundorf, Provinz Sachsen; † 1926 in Steingaden) war ein deutscher Maler und Illustrator.

## Leben
René Reinicke studierte zunächst an der Kunstschule Weimar. Später wechselte er zu Eduard von Gebhardt an die Kunstakademie Düsseldorf über. Ab 1884 studierte er an der Münchner Akademie. Im Jahre 1885 unternahm Reinicke eine Reise nach Palästina. Nach seiner Rückkehr nach München arbeitete Reinicke als Graphiker und Illustrator für die Fliegenden Blätter und andere bekannte Jugendstil-Zeitschriften. Ab 1887 war er auf verschiedenen Ausstellungen vertreten. 1897 erhielt er auf der Großen Berliner Kunstausstellung eine kleine Goldmedaille. Reinicke illustrierte unter anderem den Novellenband "Wen die Götter lieben" der Schriftstellerin Clara Viebig, der 1903 im Verlag Karl Krabbe in Stuttgart erschien. 1904 gründete Reinicke zusammen mit Carl Strathmann, Max Eduard Giese, Hans Beat Wieland, Wilhelm Jakob Hertling, Hugo Kreyssig, Josua von Gietl, Rudolf Köselitz, Paul Leuteritz, Hans Gabriel Jentzsch, Fritz von Hellingrath und Karl Itschner den „Verein Münchener Aquarellisten“.

## Werk

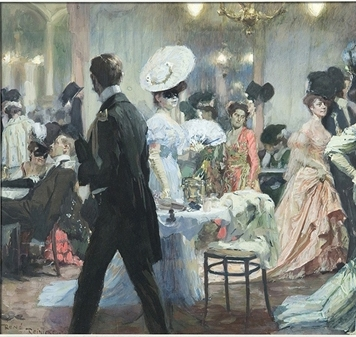
Maskenball, Aquarell mit Gouache und Bleistift, 1910

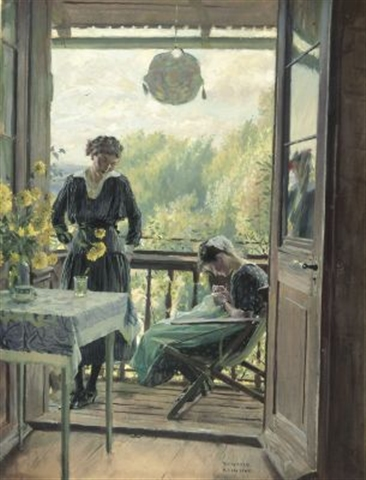
Gespräch auf dem Balkon, Gouache, 1910

Reinicke wurde durch seine realistischen Darstellungen des großstädtischen und bürgerlichen Lebens bekannt. Hierzu trugen insbesondere 41 Kupfertiefdrucke von Ölgemälden und Tuschezeichnungen bei, die er in einem Münchener Kunstverlag 1890 unter dem Titel Spiegelbilder aus dem Leben herausbrachte. Motive und Thematik seiner Bilder zeigen Parallelen zu Adolph Menzel und Ernst Liebermann. Dem technischen Fortschritt des industriellen Zeitalters setzte Reinicke in seinen Werken oft eine genaue Charakteristik und traditionelle Gewohnheiten seiner Modelle gegenüber. München mit seinen dörflichen Vororten bot Kulissen, die Reinicke aufgriff.